# Lactobacillales
Lactobacillales (bakterie mlekowe) to rząd bakterii z klasy Bacilli.

## Charakterystyka
Ich ciała są pałeczkowate lub niemal ziarenkowate. W przypadku form pałeczkowatych widoczny jest podział na człony. W wielu przypadkach z wiekiem rozpadają się one tworząc formy ziarenkowate. Wyniki barwienia Gramma w przypadku tego rzędu są zawsze gramdodatnie bądź gramchwiejne, jednakże pod względem fizjologicznym Lactobacillales zawiera wyłącznie mikroby gramdodatnie. Zaliczają się do niego wyłącznie heterotroficzne bakterie, które nie tworzą endospor. Zwykle występują w glebach, w resztkach roślin bądź jako pasożyty.

## Systematyka
Wyróżnia się w nim sześć rodzin: Corynebacteriaceae, Arthobacteraceae, Propionibacteriaceae, Streptococcaceae, Lactobacillaceae oraz Brevibacteriaceae
Rząd pod wieloma względami przypomina Actinomycetales.